# Eggenfelden
Eggenfelden è una città tedesca di 12 908 abitanti, situata nel land della Baviera.

## Amministrazione

### Gemellaggi
Eggenfelden è gemellata con:
- Carcassonne
- Balatonalmádi